# Национальный олимпийский комитет Палау
Национальный олимпийский комитет Палау (англ. Palau National Olympic Committee) — организация, представляющая Палау в международном олимпийском движении. Основан в 1997 году, зарегистрирован в МОК в 1999 году.
Штаб-квартира расположена в Короре. Является членом Международного олимпийского комитета, Национальных олимпийских комитетов Океании и других международных спортивных организаций. Осуществляет деятельность по развитию спорта на Палау.